# Raúl Tamudo
Raúl Tamudo, né le 19 octobre 1977 à Santa Coloma de Gramanet (Province de Barcelone, Espagne), est un  footballeur international espagnol évoluant au poste d'attaquant de la fin des années 1990 au milieu des années 2010.
Buteur efficace, auteur de 146 réalisations en Primera División, Tamudo passe la majorité de sa carrière au RCD Espanyol où il acquiert un statut de légende chez les Pericos. Il est le joueur plus capé ainsi que le second meilleur buteur de l'histoire du club, derrière Rafael Marañón.

## Biographie
Il est l'un des joueurs les plus emblématiques du RCD Espanyol dont il était le capitaine. C'est également le joueur le plus capé de son histoire et le second meilleur buteur, derrière Rafael Marañón. Il reste célèbre pour son rôle essentiel dans la perte du titre national du FC Barcelone en 2007 : en juin 2007, le Barça dispute l'avant-dernière journée du championnat national contre l'Espanyol, ce match sera marqué par la réussite de Raúl Tamudo, qui « prive le Barça du titre de champion d'Espagne ». Tenuto ouvre le score mais est vite repris par Messi qui marque deux buts ; comme le Real est tenu en échec à Saragosse (2-2), le FC Barcelone est virtuellement leader. Cependant, à la dernière minute, Tamudo marque à nouveau, permettant à son club d'égaliser et empêchant le FCB de prendre la tête. Une semaine après, le Real est sacré champion. Ce « traumatisme » du FC Barcelone est surnommé le « Tamudazo ».
Il a rejoint le club mexicain de Pachuca à l'été 2012.
International A depuis le 16 août 2000 (Allemagne-Espagne, 4-1), Tamudo est de retour avec la Roja après une absence de deux ans. Il marque un but dans le match  3-1 gagné à l'extérieur contre le Danemark le 13 octobre 2007 pour le compte des qualifications à l'Euro 2008. Son ancien coéquipier, Albert Riera, a également marqué.
Auparavant, Tamudo a gagné la médaille d'argent aux Jeux olympiques d'été de 2000, marquant un but en demi-finale contre les États-Unis.
En septembre 2013, il est recruté par le CE Sabadell qui joue en D2 espagnole.
En septembre 2015, il annonce qu'il prend sa retraite sportive.
En septembre 2016, il rejoint le staff de l'Espanyol au niveau de la formation des joueurs.

## Palmarès
En club : 
- Vainqueur de la Coupe d'Espagne en 2000 et en 2006 (RCD Espanyol).
- Finaliste de la Coupe UEFA en 2007 (RCD Espanyol).

En sélection :
- International espagnol entre 2000 et 2007 (13 sélections - 5 buts).
- Vainqueur des Championnats du monde des moins de 20 ans en 2000
- Médaille d'argent aux Jeux olympiques de 2000